# 国立人類学博物館 (マニラ)
国立人類学博物館（こくりつじんるいがくはくぶつかん; The National Museum of Anthropology; フィリピン語: Pambansang Museo ng Antropolohiya）は、以前はフィリピン人民博物館（フィリピン語: Museo ng Lahing Filipino）と呼ばれていたが、フィリピン国立博物館を構成する博物館で、人類学と考古学の展示をしている。マニラのリサール公園の環状交差点アグリフィナサークルにあり、国立美術館 (マニラ)、国立自然史博物館に隣接している。
1916年から1918年頃にカナダ系米国人の建築家ラルフ・ハリントン・ドーンが設計した新古典主義建築で、彼は当時フィリピン政府の建築コンサルタントであり、建物は当時フィリピン財務省として使われた。博物館にはマニラ沖で沈んだ戦艦サンディエゴ号から引き揚げた遺物や、古代の工芸品、動物学部門もある。

## 現在の展示室とオフィス

### 1階

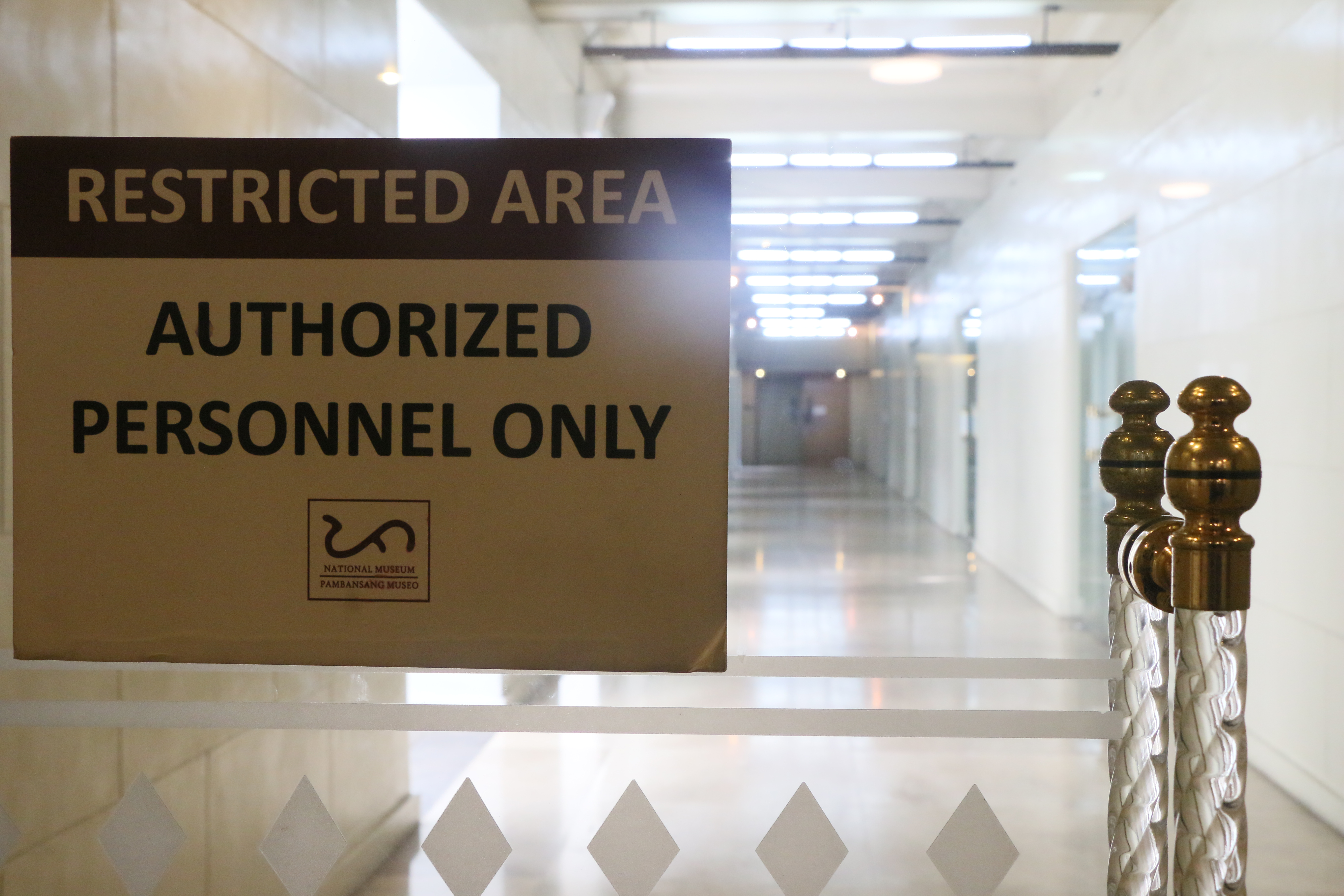
オフィスへ通じる廊下

- イフガオ族の家 / 中庭
- 展示、編集、メディア制作サービス部門
- フィリピン博物館財団
- 考古学部門
- 人類学部門
- 海洋・海底文化財部門
- 国立博物館ライブラリー

### 2階
- 大理石ホール
- サンディエゴ号: 海上貿易の500年

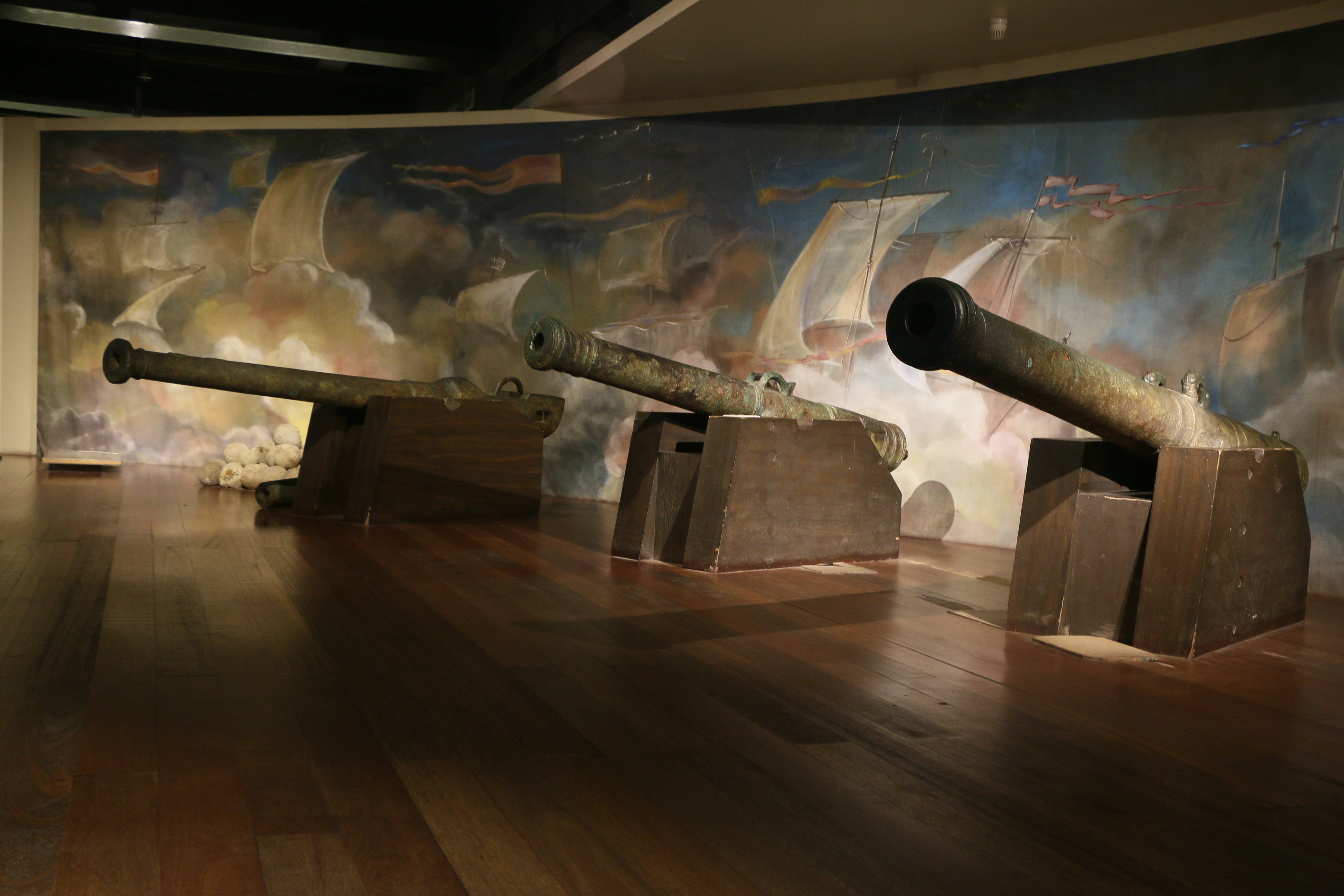
サンディエゴ号: 海上貿易の500年展示室

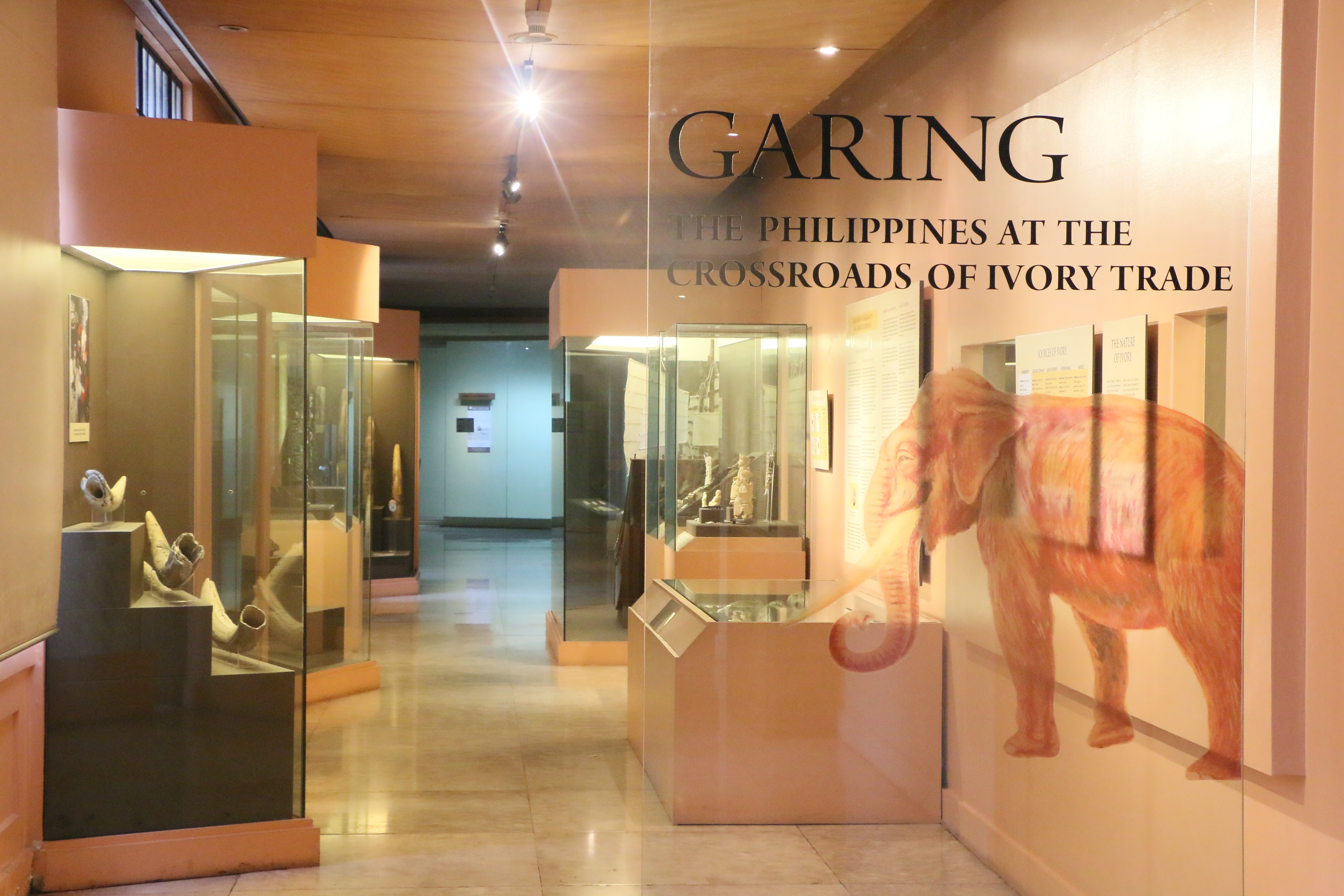
Garing: 象牙貿易の交差点としてのフィリピン展示室

- Garing: 象牙貿易の交差点としてのフィリピン

### 3階
- Lantaka: 戦争と平和

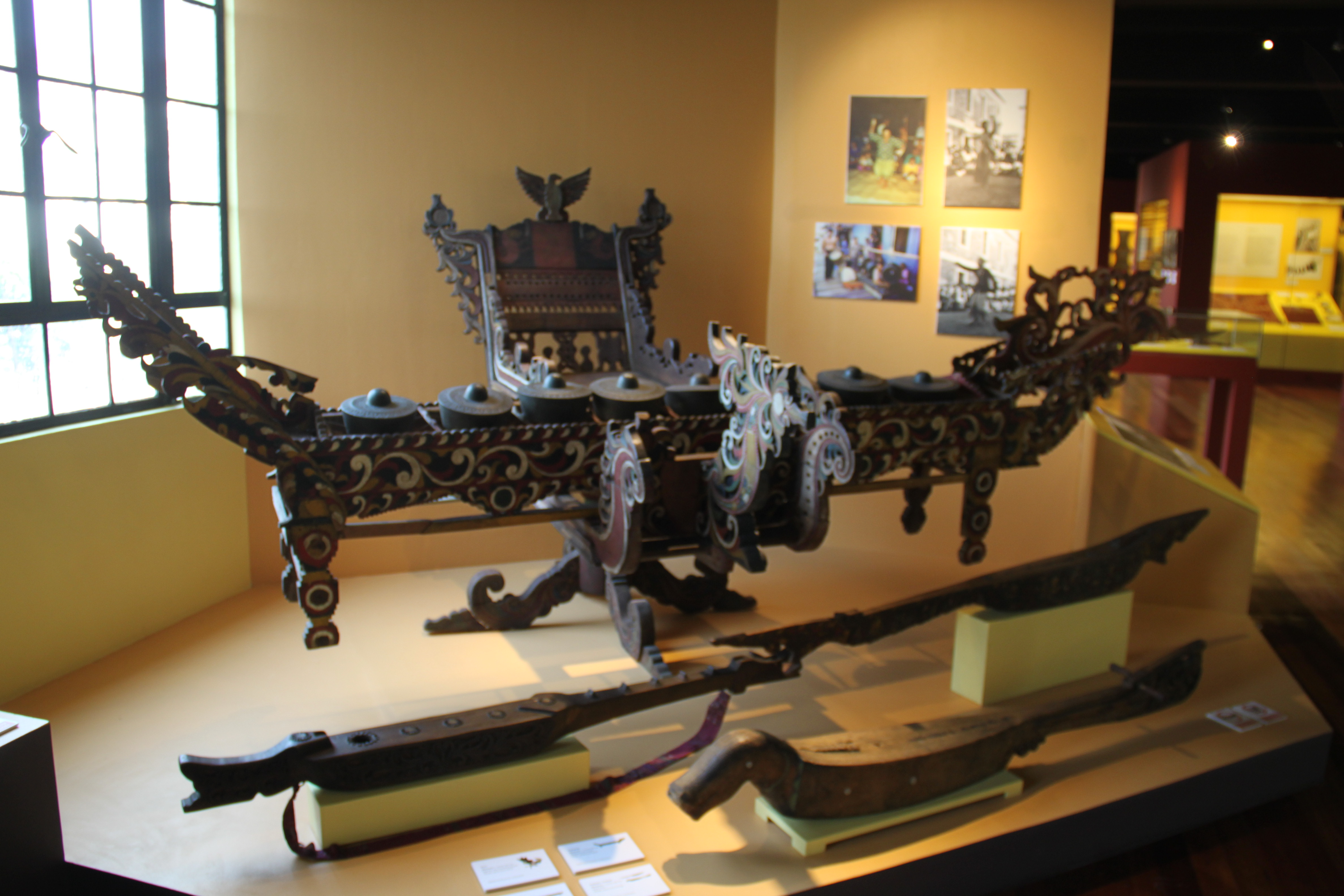
バンサモロ展示室のマラナオ族のクリンタン合奏展示

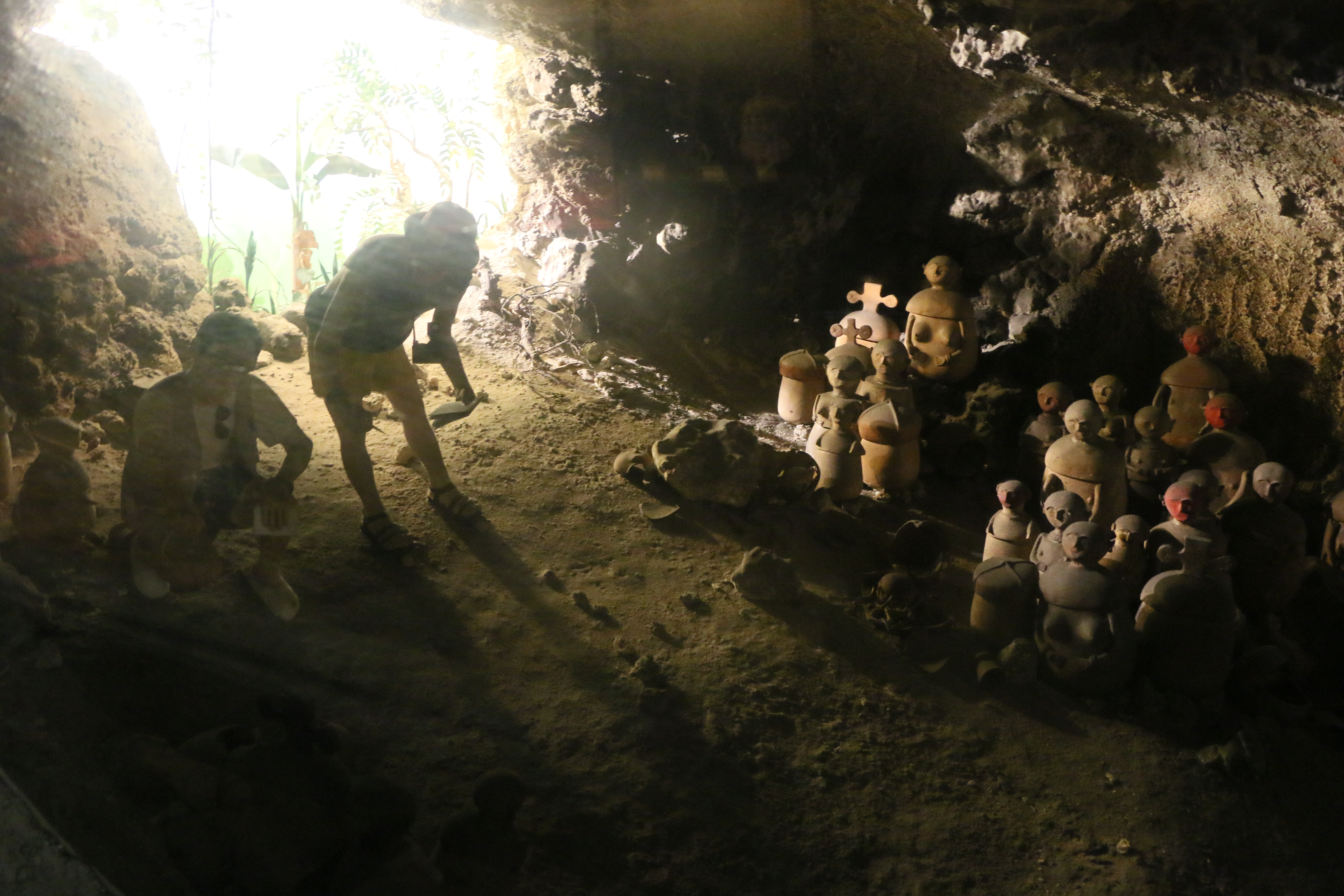
"Kaban ng Lahi"展示室の埋葬壺発見のジオラマ

- Manlilikha ng Bayan Hall (人間国宝)
- Lumad: ミンダナオ
- 宗教、伝統、住居: 国立人類学コレクションのバンサモロ芸術
- Kaban ng Lahi (考古学国宝)
- Biyay: フィリピンのネグリトコミュニティの伝統的生態学知識
- Anito: 北ルソンの信仰、伝統、来世

### 4階
- レセプション・ホール (企画展ギャラリー)
- 米、生物多様性、気候変動

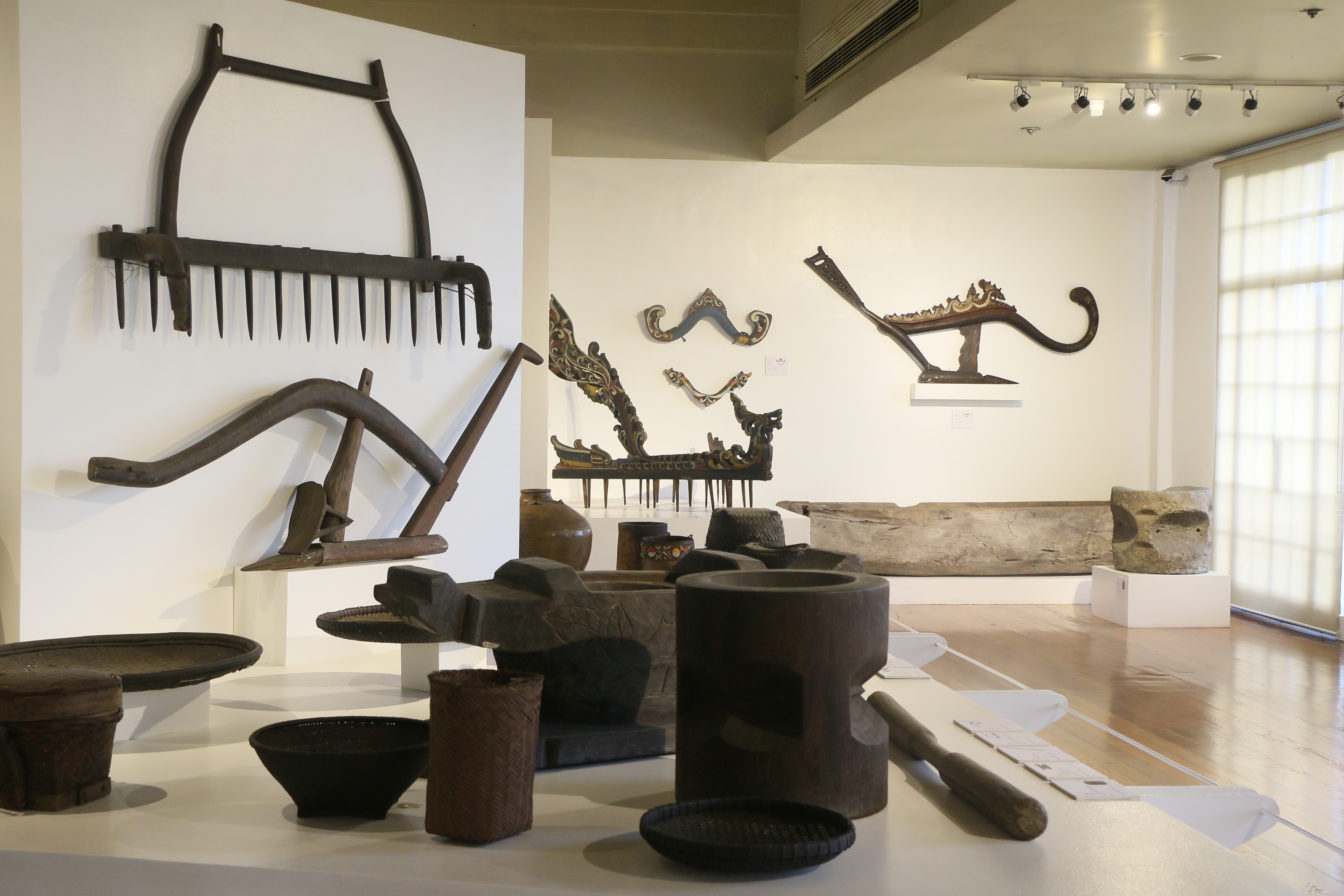
米、生物多様性、気候変動展示室

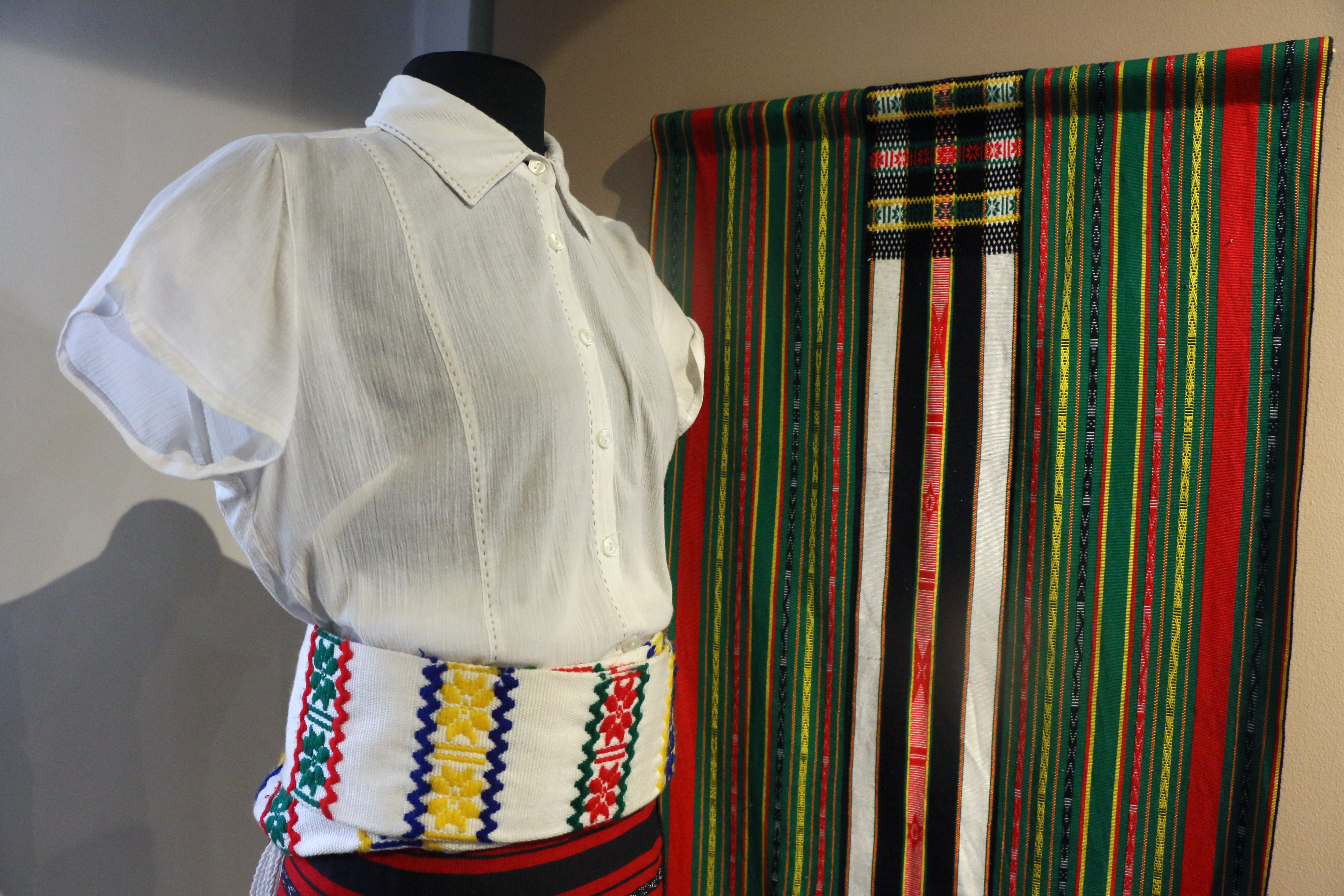
Hibla ng Lahing Filipino展示室の織物のひとつ

- Hibla ng Lahing Filipino: フィリピンの織物芸術
- Baybayin: 古代文字と伝統的文字
- 織物: 敷物と容器としての籠、衣装、ベルト
- 博物館サービス部門

### 5階
- 国立人類学コレクション収蔵庫

- 国立人類学博物館正面、2014年
- フィリピン人民博物館正面 (改装前)
- 建物の中庭にあるイフガオ族の家の模型